# Ousmane Mané
Ousmane Mané (Diourbel, 1 de outubro de 1990) é um futebolista profissional senegalês que atua como goleiro, atualmente defende o Diambars FC.

## Carreira
Ousmane Mané fez parte do elenco da Seleção Senegalesa de Futebol nas Olimpíadas de 2012.